# Albert Hassler
Albert Hassler (* 2. November 1903 in Chamonix; † 22. September 1994 ebenda) war ein französischer Eishockeyspieler und Eisschnellläufer. Seine Tochter war die Eiskunstläuferin Nicole Hassler.

## Karriere
Albert Hassler spielte in den 1920er und 1930er Jahren für seinen Heimatverein, den Chamonix Hockey Club, mit dem er mehrfach den französischen Meistertitel gewann.
Für die französische Nationalmannschaft nahm Hassler an den Olympischen Winterspielen 1924 in Chamonix, 1928 in St. Moritz und 1936 in Garmisch-Partenkirchen teil. Bei den Winterspielen 1924 nahm er zudem im Eisschnelllauf über 500 Meter teil. Bei der Europameisterschaft 1923 gewann er mit seiner Mannschaft die Silbermedaille. Bei der Europameisterschaft 1924 gewann er mit Frankreich sogar die Goldmedaille.
Im Jahr 2009 wurde er in den “Temple de la renommée du hockey français” aufgenommen. Nach ihm ist die Trophée Albert Hassler benannt, die jährlich an den besten französischen Spieler der Ligue Magnus, der höchsten französischen Eishockeyspielklasse, vergeben wird.

## Erfolge und Auszeichnungen
- 1923 Silbermedaille bei der Europameisterschaft
- 1924 Goldmedaille bei der Europameisterschaft
- 2009 Aufnahme in den Temple de la renommée du hockey français